# Secret Admirer
«Secret Admirer» — песня американского рэпера Питбуля при участии Lloyd. Она была выпущена 27 ноября 2007 в качестве сингла с третьего студийного альбома Питбуля The Boatlift. Песня была написана Питбулем, Оскаром Салинсом, Карлом Махони, Хуаном Салинасом и Дэвидом Терри. Её продюсером стал Play-N-Skillz.

## Клип
Режиссёром клипа стал Дэвид Руссо. В нём снялись Питбуль и Lloyd.

## Список композиций
1. «Secret Admirer» (Album Version) — 3:18
2. «Secret Admirer» (Radio Edit) — 3:17

Source:

## Чарты
| Чарт(2010-11)                      | Наивысшая позиция |
| ---------------------------------- | ----------------- |
| Новая Зеландия (Recorded Music NZ) | 30                |

## История релиза
| Регион | Дата           | Формат               | Лейбл               |
| ------ | -------------- | -------------------- | ------------------- |
| США    | 27 ноября 2007 | Цифровая дистрибуция | TVT, Bad Boy Latino |